# Bielsk (województwo kujawsko-pomorskie)
Bielsk – wieś w Polsce położona w województwie kujawsko-pomorskim, w powiecie golubsko-dobrzyńskim, w gminie Kowalewo Pomorskie.

## Podział administracyjny
Wieś królewska położona była w 1662 roku w starostwie kowalewskim. W latach 1975–1998 miejscowość administracyjnie należała do województwa toruńskiego.

## Demografia
Według Narodowego Spisu Powszechnego (III 2011 r.) wieś liczyła 358 mieszkańców. Jest siódmą co do wielkości miejscowością gminy Kowalewo Pomorskie.